# Djokhar et Tamerlan Tsarnaïev
Tamerlan Anzorovitch Tsarnaïev (en russe Тамерла́н Анзо́рович Царна́ев), né à Tugtun (ru) dans la RSFS de Russie en URSS le 21 octobre 1986 et mort le 19 avril 2013 à Watertown dans le Massachusetts aux États-Unis, et Djokhar Anzorovitch Tsarnaïev, dit « Jahar » (Джоха́р Анзо́рович Царна́ев), né le 22 juillet 1993 à Tokmok au Kirghizstan, sont deux frères d'origine tchétchène résidents des États-Unis depuis 2003, qui sont soupçonnés puis reconnus coupables d'être les auteurs des attentats de Boston survenus le 15 avril 2013,,.
Tamerlan est blessé par balle par les forces de police après une course-poursuite avant d'être écrasé en voiture par son frère, trois jours après l'attentat. Djokhar est capturé 24 heures plus tard, formellement inculpé, jugé en mai 2015 et condamné à mort. En 2020, la cour d'appel fédérale de Boston annule la condamnation en raison d'irrégularités constatées lors du procès. Donald Trump, alors président, demande l'intervention de la Cour suprême qui rétablit sa peine de mort le 4 mars 2022.

## Contexte familial
Tamerlan est né en Kalmoukie, dans la RSFS de Russie, en URSS, en 1986, et Djokhar est né au Kirghizistan en 1993 de parents musulmans. Leur grand-père paternel Zaindy Tsarnaev est un Tchétchène déporté en 1944 en Asie centrale et mort accidentellement en 1988 en fouillant un tas de ferrailles (l'activité qu'il faisait pour nourrir sa famille). Leur père Anzor Tsarnaïev est tchétchène et leur mère Zubeidat est avar,,,,,,. Les Tsarnaïev ont également deux filles Ailina et Bella. Ils vivaient alors, avec leurs enfants, à Tokmok au Kirghizistan. En 2001, la famille déménage à Makhatchkala, capitale du Daghestan, en Russie. Puis, toute la famille Tsarnaïev immigre en 2002 aux États-Unis. Le père accueille Djokhar aux États-Unis en avril 2002 avec un visa de tourisme de 90 jours, et demande l'asile politique pour lui-même et ses fils par crainte de persécution fondée sur ses liens avec la Tchétchénie, la famille obtient un droit de résidence permanente en mars 2007.
Aux États-Unis, les parents reçoivent l'asile, puis déposent, pour leurs quatre enfants, un statut de « réfugié dérivé ». En mars 2007, la famille reçoit juridiquement le droit à résidence permanente aux États-Unis. Elle s'installe dans le Massachusetts. Tamerlan a vécu à Cambridge pendant dix ans. Il habitait Norfolk Street au moment de sa mort. Djokhar a pour sa part acquis la nationalité américaine le 11 septembre 2012. En 2009, Anzor Tsarnaïev et son épouse retournent en Russie, ne s'estimant plus menacés par le régime tchétchène, ils laissent Djokhar seul, demandant à Tamerlan de veiller sur lui.
Selon les médias, à partir de 2010, Tamerlan Tsarnaïev entre dans un processus de radicalisation islamiste au point notamment d'alerter les services secrets russes qui en informent dès mars 2011 leurs homologues américains, lesquels interrogent l'aîné des deux frères avant de classer le dossier. Entre janvier et juillet 2012, Tamerlan effectue un séjour en Russie, plus précisément au Daghestan et en Tchétchénie, ce qui provoque des spéculations sur les rencontres qu'il aurait pu avoir sur place avec des éléments radicaux. À son retour aux États-Unis, il redouble d'extrémisme, ce que constatent notamment les fidèles qui fréquentent la même mosquée que lui. Le 16 novembre 2012, il interrompt un sermon dans lequel un imam invité enjoignait les musulmans à célébrer le Jour de l'Indépendance et Thanksgiving de la même façon que le Mawlid,. Le 18 janvier 2013, il récidive en interrompant le sermon d'un autre imam invité (Loay Assaf) qui avait comparé Martin Luther King au Prophète dans la foulée du Martin Luther King Day,.
Quant à Djokhar, il semble bien intégré dans ce pays, adolescent populaire, et étudiant en médecine à Dartmouth à la University of Massachusetts Dartmouth, il est même, pendant un temps, maître nageur à l'université Harvard. En 2011, il obtient une bourse d'études de 2 500 dollars. À la suite du départ de ses parents, en 2009, Djokhar se retrouve seul, il se laisse alors influencer par son frère, très autoritaire, et commence à consulter des sites djihadistes et délaisse l'université.

## Identification et arrestation
Le 17 avril 2013, soit deux jours après l'attentat sur la ligne d'arrivée du marathon de Boston, le FBI diffuse les photos des deux principaux suspects qui apparaissent être les frères Tsarnaïev. Le 18 avril, une fusillade éclate sur le campus du Massachusetts Institute of Technology au cours duquel un policier perd la vie. Les deux frères s'emparent d'une voiture afin de se rendre à New York, en prenant en otage son conducteur, qui s'échappe en profitant de l’inattention des frères Tsarnaïev à une station service ; ils s’étaient présentés à lui comme les auteurs de l'attentat. Munis d'un impressionnant arsenal, dont trois bombes rudimentaires, ils auraient prévu de faire exploser d'autres bombes à Times Square,.
Ils sont pris en chasse par les forces de l'ordre puis stoppés et Tamerlan (écrasé par la voiture que conduisait son frère) ainsi qu'un policier (qui succombera le 10 avril 2014 des suites de ses blessures) sont tués après un échange de coups de feu, alors que Djokhar, blessé, parvient à s'échapper. Il est retrouvé, désarmé, 24 heures plus tard caché sous la bâche d'un bateau parqué dans le jardin d'un habitant de la banlieue de Boston.

## Hospitalisation
Grièvement blessé après avoir reçu des balles dans le cou et dans la jambe,, Djokhar Tsarnaïev est emmené dans l'unité de soins intensifs du centre médical Beth Israël Deaconess de Boston. Lors de son arrivée à l'hôpital, il demande où est son frère. Il y est intubé et placé sous sédatifs. Son état est « jugé grave, mais stable, ». 
Le 26 avril 2013, il est alors transféré au centre médical fédéral de Devens (en), une prison médicale située à soixante kilomètres à l'ouest de Boston.

## Interrogatoire et enquête
Les enquêteurs comptent invoquer « l'exception de sécurité publique » pour interroger Djokhar Tsarnaïev. Le captif pourrait alors être soumis à un interrogatoire violent au cours duquel il pourrait être privé du droit de bénéficier de l’assistance d’un avocat ; il ne pourrait pas non plus se réclamer des droits Miranda qui, d’ordinaire, accordent à tout détenu de droit commun la possibilité de se murer dans le silence.
Les autorités procèdent à l'interrogatoire de Djokhar Tsarnaïev durant 36 heures, avec des pauses allant de 30 minutes à 3 heures. En raison d’une blessure à la gorge qui l’empêche de parler,, il répond par écrit aux questions des enquêteurs,, tout en hochant la tête,,,,. Il réussit toutefois à murmurer le mot « non » lorsqu'on lui demande s'il peut se payer les services d'un avocat,. Il écrira plus de dix fois le mot « avocat » sur son carnet, parfois l'entourant, on retrouvera également des mots non terminés et des ratures indiquant probablement des pertes de connaissance de sa part, il demandera plusieurs fois aux enquêteurs de le laisser se reposer.
Les rebelles du Caucase du Nord russe, sous l’égide du commandement de la rébellion au Daguestan, démentent être impliqués dans l'attentat de Boston, arguant qu’ils ne mènent « pas d’opérations militaires contre les États-Unis d'Amérique ».

## Procès
Formellement accusé le 27 juin 2013 de la mort de quatre personnes, Djokhar Tsarnaïev fait face à 30 chefs d'accusation dont 17 sont passibles de la peine de mort. Il doit comparaître devant le tribunal fédéral de Boston à partir du 10 juillet 2013, accompagné de ses avocats : Miriam Conrad, David Bruck (en), William Fick, Timothy G. Watkins et Judy Clarke (en). Le 30 janvier 2014, Eric Holder, procureur général des États-Unis, annonce que le gouvernement fédéral va requérir la peine de mort pour Djokhar Tsarnaïev. Djokhhar Tsarnaiev plaide non coupable et ses avocats adopte une ligne de défense affirmant que son grand frère était le meneur qui l'aurait influencé. Les avocats affirment également que Tamerlan Tsernaiev aurait été approché par le FBI en vue de son recrutement comme informateur,.
Le 8 avril 2015, Djokhar Tsarnaïev est reconnu coupable des 30 chefs d'accusation. Le 15 mai, il est condamné à la peine de mort par injection létale, avec l'unanimité du jury sur 6 des 30 chefs d'accusation. Le 24 juin 2015, lors de la confirmation de sa condamnation à mort, il s’excuse devant les familles des victimes. Il est incarcéré au pénitencier de haute-sécurité (ou Supermax) ADX Florence situé à Florence dans le Colorado. En 2020, la cour d'appel fédérale de Boston annule la condamnation à mort de Djokar Tsarnaïev en raison de deux irrégularités constatées. Premièrement, les membres du jury n'ont été interrogés avant leur nomination sur l'état des connaissances qu'ils avaient des faits (l'une des membres du jury avait fait état de ses opinions sur l'attentat sur Twitter, un autre avait un ami secouriste qui était intervenu après l'attentat, un des membres vivait dans le même quartier qu'une famille de victime et enfin tous les jurés potentiels contre la peine de mort ont été écartés). Deuxièmement, le tribunal a rejeté une demande de la défense demandant que soit discuté un triple meurtre ayant eu lieu en 2011. Donald Trump a critiqué l'annulation de la peine de mort pour Djokar Tsarnaïev et demandé que la Cour suprême soit saisi. Un arrêt rendu par la Cour suprême le 4 mars 2022 rétablit sa condamnation à mort,.

## Dans la culture populaire
Ils sont incarnés par Alex Wolff et Themo Melikidze (de) dans le film Traque à Boston (Patriots Day) de Peter Berg sorti en 2016.